# Ben Collins
Ben Collins, né le 13 février 1975 à Bristol est un pilote automobile britannique. Il compte notamment quatre participations aux 24 Heures du Mans. Il est également connu pour avoir été le Stig de l'émission automobile Top Gear. Il a également piloté en American Le Mans Series, en FIA GT et en Formule 3.

## Biographie
En 2001, il participe pour la première fois de sa carrière aux 24 Heures du Mans. Il pilote une Ascari A410 (en). Il abandonne à la quinzième heure de course sur problème moteur,,.
L'année suivante, il participe à nouveau aux 24 Heures du Mans, au sein de la même écurie. Sa course prend fin au cours de la deuxième heure, à la suite d'une sortie de piste causée par un bris de suspension,,.
En 2003, il remporte le championnat ASCAR.
En 2011, dans la catégorie LMP2, avec l'écurie RML, il franchit pour la première fois la ligne d'arrivée des 24 Heures du Mans,,.
En 2014, il participe une dernière fois aux 24 Heures du Mans dans la catégorie LMGTE Am, pour le compte de l’écurie américaine Krohn Racing. Au volant d’une Ferrari 458 Italia, son équipe et lui décrochent la 30ème place du classement général après 324 tours,,.

## Télévision et cinéma
De 2003 à 2010, il incarne le Stig dans l'émission Top Gear,.
En 2007, il est cascadeur dans le film Quantum of Solace où il double l'acteur Daniel Craig pour le rôle de James Bond.
En 2023, il interprète pour quelques scènes Stirling Moss dans le film Ferrari.